# Vladimir Tsybine
Vladimir Nikolaïevitch Tsybine (en russe : Владимир Николаевич Цыбин) est un compositeur, flûtiste et chef d'orchestre russe, né à Ivanovo-Voznessensk le 11 juillet 1877 et mort à Moscou le 29 mai 1949.

## Biographie
Né dans une famille de musiciens — son père était un violoniste et chef d’orchestre de province, sa mère chantait et jouait de la guitare. Après le déménagement de la famille à Moscou, le père de Vladimir est mort de tuberculose quand le garçon avait 9 ans, et sa mère l’envoie dans un orchestre militaire en tant qu’élève, où de 1886 à 1990 il apprend à jouer de la flûte piccolo, chante dans un chœur et apprend à lire et à écrire. De 1889 à 1895 il étudie la flûte au Conservatoire de Moscou avec Wilhelm Kretschmann (de)(1848-1922). Déjà pendant ses études il intègre plusieurs orchestres privés, et de 1895 à 1896 il est soliste du Théâtre Korch. En 1896 il devient le piccolo solo de Théâtre Bolchoï, et plus tard aussi remplace souvent le vieillissant flûte solo (Ferdinand Büchner). 
En 1907 il déménage à Saint-Pétersbourg, où, après la mort d’Ernesto Köhler, il devient la flûte solo à Théâtre Mariinsky, le poste qu’il maintient jusqu’à 1920. Pendant l'été 1909 il participe au voyage de l’orchestre à Paris participant aux spectacles “Ballets russes” de Serge de Diaghilev au Théâtre du Châtelet. Parallèlement à son travail dans l’orchestre, de 1910 à 1914, il étudie la composition (chez Alexandre Glazounov) et la direction d’orchestre (chez Nicolas Tcherepnine) au Conservatoire de Saint-Pétersbourg. Dans la classe de Tcherepnine, il étudie avec Sergueï Prokofiev — leur examen final a eu lieu le même jour. 
En 1914, il devient le professeur de flûte au Conservatoire de Saint-Pétersbourg. Il fait ses débuts en tant que chef d’orchestre à Mariinsky et Théâtre Bolchoï dans Coppelia et Bohème, et en 1918 devient l’assistant de Riccardo Drigo — le chef principal de Mariinsky, qui lui confie la direction de ballets. 
En 1920 pour des raisons familiales — sa famille est restée à Moscou — Tsybine quitte tous ses postes à Saint-Pétersbourg pour rejoindre sa famille. La même année il devient le fondateur d’une école de musique avec un internat à côté de Moscou (Pouchkino) — ainsi il aide beaucoup d’enfants restés sans domicile, dont plusieurs deviennent des musiciens professionnels par la suite. En 1921 il intègre de nouveau le Bolchoi Théâtre, cette fois-ci en tant que flûte solo. À partir de cette période il se consacre beaucoup à la composition — la majorité de ses œuvres sont écrites à Moscou dans la période entre 1921 et 1947. Dès 1923, il devient professeur de flûte au Conservatoire de Moscou, poste qu'il occupa jusqu’à sa mort.
Il est inhumé au cimetière de la Présentation (Moscou).

## Quelques œuvres
- Suite de ballet
- Symphonie en mi majeur
- 3 Concertos (Allegros de concert) pour flûte et piano (orchestre)
- Concertos pour trompette, clarinette, hautbois, cor, harpe
- Andante et Tarantella pour flûte et piano
- 10 études de concert pour flûte et piano
- Romances pour voix haute et piano